# Slečna Drsňák 2: Ještě drsnější
Slečna Drsňák 2: Ještě drsnější (orig. Miss Congeniality 2: Armed and Fabulous) je americká filmová komedie z roku 2005 režiséra Johna Pasquina v hlavní roli se Sandrou Bullock.

## Děj
Zvláštní agentka FBI Gracie Hartové se po své předchozí operaci stala celebritou. V důsledku toho je náhodnou návštěvnicí banky odhaleno její krytí během akce, která má zabránit vyloupení banky. FBI se rozhodne využít Graciiny popularity a učiní z ní mluvčí celého úřadu. Během následujících měsíců se Gracie účastní řady televizních pořadů a propaguje svou knihu.
V Las Vegas jsou ale uneseni Cheryl Frasierová, Miss USA a Graciina přítelkyně, a Stan Fields. Gracie se spolu se svou osobní strážkyní Sam Fullerovou podílí na vyšetřování.

## Obsazení
| Sandra Bullock     | Gracie Hartová    |
| Regina Kingová     | Sam Fullerová     |
| Enrique Murciano   | Jeff Foreman      |
| William Shatner    | Stan Fields       |
| Ernie Hudson       | Harry McDonald    |
| Heather Burns      | Cheryl Frasierová |
| Diedrich Bader     | Joel              |
| Treat Williams     | Walter Collins    |
| John DiResta       | agent Clonsky     |
| Abraham Benrubi    | Lou Steele        |
| Nick Offerman      | Karl Steele       |
| Eileen Brennan     | Carol Fieldsová   |
| Stephen Tobolowsky | Tom Abernathy     |
| Elisabeth Röhm     | Janet             |
| Leslie Grossman    | Pam               |
| Lusia Strus        | Janine            |

## Ohlas
Během prvního víkendu po uvedení utržil snímek ve Spojených státech přes 14 milionů dolarů a stal se tak druhým nejúspěšnějším filmem po Hádej kdo? uvedeném ve stejný den. V dalších týdnech tržby klesaly. Celkově film utržil ve Spojených státech více než 48 milionů dolarů a celosvětově přes 101 milionů. V Česku film utržil 100 tisíc dolarů a během prvního víkendu po uvedení byl čtvrtým nejúspěšnějším filmem po snímcích Román pro ženy, Kruh 2 a Pád Třetí říše.
Agregátor filmových recenzí Rotten Tomatoes hodnotí na základě 145 recenzí snímek 15%. Podobný server Metacritic ohodnotil Slečnu Drsňák 2 na základě 33 recenzí 34 body ze 100, což znamená převážně nepříznivé kritiky.